# 二見直三

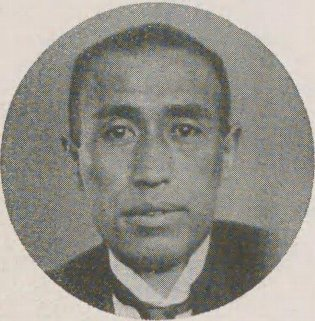
二見直三

二见直三（日语：／ Futami Naozō，1888年10月—1953年12月30日）是日本内务、警察及台湾总督府的官僚，曾任官选滋贺县知事、盛冈市市长。

## 经历
二見直三出生于岩手县盛冈市，是家中长子，父亲名为二海直吉。高中毕业于第八高等学校，1915年毕业于东京帝国大学法科大学。1917年10月通过高等文官行政科考试，1918年2月进入内务省，隶属于福井县 。
此后历任福井县警視、山口县理事官、秋田县书记官·学务部部长、大分县书记官·警察部部长、奈良县书记官·警察部部长、京都府书记官·警察部部长、宫城县内务部部长、北海道厅土木部部长等职务。
1936年4月任滋贺县知事。同年9月转任台湾总督府警务局局长，1940年12月退任，同年退休。1943年9月至1946年10月任盛冈市市长。后遭到公职追放。
1952年当选盛冈市市长，于任内去世。

## 脚注
1. 1 2 3 4 5  『新編日本の歴代知事』641頁。
2. ↑  『「現代物故者事典」総索引 : 昭和元年～平成23年 1 (政治・経済・社会篇)』1087頁。
3. ↑  岩手県大鑑 時の人 1940，第188頁.
4. 1 2 3  『日本官僚制総合事典：1868 - 2000』220頁。
5. ↑  『日本官僚制総合事典：1868 - 2000』128頁。